# Social kostnad
Sociala kostnader är kostnader som bärs av flera aktörer samtidigt, typiskt sett avses kostnaderna för hela samhället. I nationalekonomi definieras den sociala kostnaden som summan av privata och externa kostnader. Det vanliga antagandet inom nationalekonomi är att individer bara skulle bry sig om sina egna - privata - kostnader när de fattar ekonomiska beslut. 
När en ekonomisk transaktion enbart påverkar de individer som ingår, är alla kostnader interna i förhållande till transaktionen. Men vid många samhällsförlopp eller ekonomiska transaktioner så påverkas även utomstående individer, organisationer eller miljön. Sådana effekter kallas externaliteter eller externa effekter. Om dessa effekter är negativa - alltså utgör en kostnad - så uppstår en total kostnad för samhället; en social kostnad.
Ett exempel är om en rökare tänder en cigarett. Rökaren påför sig själv kostnader av en förbrukad cigarett och ökad risk för hälsoproblem. Hon får även uppleva nyttan av en god cigarett. Men även andra individer runt om rökaren åtnjuter kostnader eller nyttor. Några individer kanske gillar lukten av tobaksrök, medan flera omgivande tycker illa om den. Samtliga som utsätts för röken löper ökad risk för hälsoproblem, problem som i sin tur kan kräva hjälp från andra. Grundproblemet ligger i att den som handlar (rökaren) inte är tvungen att bära alla negativa konsekvenser av samma handling. Det ökar risken att det ekonomiska beslutet att tända cigaretten kanske inte ligger i allas bästa. Det finns dock de som argumenterar att för att distinktionen mellan social kostnad och privat kostnad är extra problematisk för just beroendeframkallande ämnen, såsom nikotin, eftersom beroendet i sig motverkar det underliggande antagandet om rationellt beslutsfattande som är en förutsättning för att tolkas som privat kostnad.
Eftersom moderna samhällen är mycket komplexa och hänger samman i globala nätverk, finns sociala kostnader med vid nästan alla ekonomiska beslut vi fattar från dag till dag. Ett val mellan två sorters fisk i en butik i Sverige har mycket små men potentiellt viktiga konsekvenser för människor runt hela jorden. Möjligheten att fullständigt informeras och beräkna alla dessa är inte möjlig att nå. Sociala kostnader varierar även med vilka politiska förslag individer stödjer eller politiker de väljer. Vissa av de orsakade externaliteterna kan dock vara så små att de saknar betydelse. Svårigheter att mäta och beräkna sociala kostnader är ett avgörande skäl till att nationalekonomiska kalkyler slår fel.
Beslut som inte baseras på sociala kostnader är inte ekonomiskt effektiva. Många normer, lagar och regler i samhället har som syfte att jämka privata och sociala kostnader. Ett mycket vanligt samhällsproblem är företag, individer eller grupper som inte bär sina egna sociala kostnader genom att agera som fripassagerare.
Sociala kostnader och externaliteter är exempel på marknadsmisslyckanden. Många politiska debatter kan ses som konflikter om det förekommer sociala kostnader eller om vem som skall betala dessa. Processen att sammanföra externa kostnader med privata kallas internalisering. Att på omvänt sätt föra över egna kostnader på omgivningen kallas externalisering. Att åtgärda problem med sociala kostnader kan vara svårt. Svårigheterna inkluderar intressemotsättningar, ojämlikheter i makt och resurser mellan aktörer, politiska trögheter och problem med kollektivt handlande. Grunden till lösningen på problem med sociala kostnader finns i politisk organisering. Möjliga lösningar är pigouvianska skatter, bättre definierade äganderätter, bättre övervakning och bestraffning liksom regleringar.